# Henry Joseph Round
El Capità Henry Joseph Round (2 de juny de 1881, Kingswinford, Staffordshire, Anglaterra – 17 d'agost de 1966, Bognor Regis, Regne Unit) va ser un dels primers pioners de la ràdio, de la que va obtenir 117 patents, sent assistent personal de Guglielmo Marconi, durant un temps

## Biografia
Henry Joseph Round, fill gran de Josesph i Gertrude Round, va néixer el 2 de juny de 1881. Va passar la seva infància a la petita ciutat de Kingswinford situada en Staffordshire, Anglaterra.
Henry Round Va rebre la major part de la seva educació en la Cheltenham Grammar School, més tard es va graduar en el Royal College of Science on va obtenir el "first class honors degree".
Round va aconseguir una plaça en la Companyia Marconi en 1902, amb prou feines realitzada la primera transmissió transatlàntica sense fils. Va ser enviat als Estats Units on va experimentar sobre diversos aspectes de la tecnologia de la ràdio, focalitzant la seva recerca sobre bobines amb nucli de pols de ferro. També va dur a terme experiments sobre vies de transmissió sobre mar i terra, a diferents hores del dia, així mateix va investigar sobre radiolocalització, per aquesta finalitat va utilitzar una antena de Quadre.
Durant la primera guerra mundial va ser destinat a Intel·ligència Militar amb el rang de capità.
Va aplicar amb eficiència el detector de direcció dels senyals de radiofreqüència, patentat per Ettore Bellini i Alessandro Tosi (UK Pat. 21.299/1907; US Pats. 943.960 i 945.445; UK Pat. 4.801/1909) i va aconseguir fer-ne una arma estratègica.
Al maig de 1916 les estacions de ràdio britàniques detectar la marina Alemanya fondejada en Wilhelmshaven, per triangulació. El 30 de maig van detectar un canvi de direcció d'1,5 graus en els senyals rebuts. Quan l'Almirallat Britànic va tenir notícia d'aquest fet, va ordenar que l'Armada anés al lloc on es trobava la flota alemanya, l'endemà va tenir lloc la batalla de Jutlàndia.
Pels seus serveis prestats durant la guerra, Round va ser condecorat amb la Creu Militar. Després de la guerra va tornar a la vida civil i es va dedicar als transmissors de ràdio i més tard va dedicar els seus esforços al primer transmissor de ràdio britànic.
Pel seu acompliment satisfactori, va ser nomenat cap d'enginyers en la companyia Marconi, i anys més tard va decidir crear la seva pròpia companyia.
Amb el començament de la segona guerra mundial en 1939, el govern britànic va reclamar de nou els seus serveis. Aquesta vegada va formar part de l'ASDIC (Anti -Submarine Detection Investigation Comittee) conegut actualment com SONAR.
Les proves de Round, en aplicar tensió sobre semiconductors, tenien per missió millorar l'amplificació dels senyals de radiofreqüència, en aquells anys els receptors de ràdio (ràdio de galena) funcionaven sense bateries; cal fer notar que en l'època de Round no es disposava d'amplificadors de radiofreqüència i tot i que Edison havia descobert el fenomen que porta el seu nom, encara haurien de passar alguns anys fins que es descobrís el díode pròpiament dit i les seves aplicacions a la ràdio (la galena com a detector, feia de díode).

## Díode emissor de llum

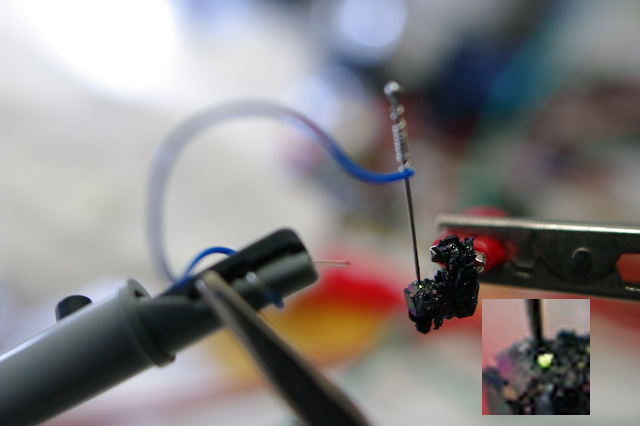
Recreació de l'experiment de 1907 per H. J. Round sobre l'observació de la electroluminescència a partir d'un punt de contacte amb un carborundum (carbur de silici).

En altres experiments amb detectors de puntes de contacte (cat's whisker detectors), detector descobert per Greenleaf Whittier Pickard; usant diversos tipus de substàncies, Round va fer passar un corrent elèctric i va veure, per primera vegada, que certs semiconductors, tals com el carbur de silici, emetien llum. Aquesta és la primera vegada que es fa esment sobre l'electroluminescència, que és el principi bàsic dels LED (Light Emiting Diode) o Díodes Emissors de Luz. Round sorprès pel fenomen envià una breu nota descriptiva a la revista Electrical World, que es publicà el 9 de febrer de 1907.
La nota diu així:
| « | "Als Editors d'Electrical World: Durant una investigació del pas asimètric del corrent a través d'un contacte de carbur de silici (Carborundun) i altres substàncies, un curiós fenomen va ser observat. Aplicant una tensió de 10 V entre dues puntes d'un vidre de carbur de silici (SiC), aquest va produir una resplendor de color groguenc. Només un dels espècimens va produir una resplendor brillant amb aquesta baixa tensió, però amb 110 volts es va trobar una gran quantitat de punts que produïen llum. En alguns vidres només les cantonades proporcionaven la resplendor i en altres en lloc de produir-se una llum groga es produïa de color verd, taronja o blau. En tots els casos comprovats, la resplendor semblava procedir del pol negatiu, una brillant espurna blava apareixia en el pol positiu. En un únic vidre, si el contacte es feia a prop del centre amb el pol negatiu i el positiu en qualsevol altra part (de la mostra de carbur de silici), només una secció del vidre resplendia. Sembla haver-hi alguna connexió entre l'efecte dalt descrit i la força electromotriu (F.E.M) produïda per una unió de carbur de silici i un altre conductor quan s'escalfen per mitjà d'un corrent continu o altern; però aquest nexe pot ser únicament secundari com una explicació òbvia de la força electromotriu mitjançant l'efecte termoelèctric (pila Peltier) L'autor agrairia referències d'altres publicacions relatives a aquest fenomen. Nova York, N. Y. | » |